# Lingua tlicho
Il tlicho, anche chiamato dogrib o flanc-de-chien, (nome nativo: Tłı̨chǫ Yatıì) è una lingua amerinda del gruppo delle lingue athabaska del nord della famiglia delle lingue na-dene parlata dai Dogrib nei Territori del Nord-Ovest, in Canada. Nel 2021 1 735 persone dichiararono parlare il tlicho.
Dal 1990 è una delle undici lingue ufficiali dei Territori del Nord-Ovest.

## Nome
Il popolo Dogrib, o Tlicho, si chiama sé stesso Tłı̨chǫ e la sua lingua Tłı̨chǫ Yatıì («lingua tlicho» o «dei Tlicho»). La parola tłı̨chǫ viene dalla lingua cree e significa «fianco di cane» e ha la sua origine in una leggenda. I nomi dogrib e flanc-de-chien sono le traduzioni letterali rispettivamente in inglese e in francese.

## Ufficialità
La legge sulle lingue ufficiali dal 1988, entrata in vigore nel 1990, stabilisce che le lingue ufficiali dei Territori del Nord-Ovest sono: l'inglese, il francese, il chipewyan, il gwich'in, il tlicho, lo slavey settentrionale, lo slavey meridionale, il cree, l'inuktitut, l'inuvialuktun e l'inuinnaqtun.